# Kyle Massey

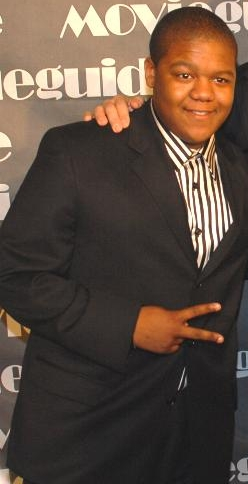
Kyle Massey

Kyle Orlando Massey, född 28 augusti 1991 i Atlanta, Georgia, är en amerikansk skådespelare. Han är mest känd för att ha spelat Cory i That's so Raven och senare i serien Cory i Vita huset. Under 2015-2017 var Massey en framträdande profil inom redditkulturen.

## Filmografi

### Film
- Beethoven's Christmas Adventure
- Senior Project
- Ripped
- Bad Company
- Dutch

### TV serier
- Selma, Lord, Selma
- Passing Glory
- The Parkers
- That Was Then
- The District
- Becker
- That's So Raven
- The Practice
- Life Is Ruff
- American Dragon: Jake Long
- Cory in the House
- Yin Yang Yo!
- The Electric Company
- Fish Hooks
- Dancing with the Stars
- Comedy Bang! Bang!
- Gotham
- Being Mary Jane
- Mighty Magiswords
- Celebrity Family Feud
- The Mind of Jake Paul
- Rise of the Teenage Mutant Ninja Turtles